# Marilyn Wilson (nadadora)
Marilyn Wilson (Australia, 14 de julio de 1943) es una nadadora australiana retirada especializada en pruebas de estilo libre y estilo espalda, donde consiguió ser subcampeona olímpica en 1960 en los 4x100 metros estilos.

## Carrera deportiva
En los Juegos Olímpicos de Roma 1960 ganó la medalla de plata en los relevos de 4x100 metros estilos, con un tiempo 4:45.9 segundos, tras Estados Unidos (oro) y por delante de Alemania (bronce); sus compañeras de equipo fueron las nadadoras: Rosemary Lassig, Jan Andrew y Dawn Fraser.